# Пезово
Пезово (мак. Пезово) — село у Північній Македонії, входить до складу общини Куманово Північно-Східного регіону.
Населення — 53 особи (перепис 2002).